# Roberto Queralt
Roberto Luis Queralt Alentorn (Barcellona, 2 gennaio 1931 – Barcellona, 26 gennaio 1997) è stato un nuotatore e pallanuotista spagnolo.

## Carriera
Era un atleta del Club Natació Barcelona. 
Ha partecipato ai Giochi di Helsinki 1952, sia come nuotatore, gareggiando nei 100m sl, sia come pallanuotista. Fu selezionato anche per la Staffetta 4x200m, ma alla fine non vi gareggiò.
Ai I Giochi del Mediterraneo, ha vinto 1 argento nella Staffetta 4x200m sl, ed 1 oro nella pallanuoto.